# 微視的と巨視的
微視的（びしてき、英: microscopic）とは、肉眼で見えない微小な物や事。ミクロスコピックまたはミクロともいい、通常は物の構成要素（分子、原子、原子核、素粒子）を意味する。顕微鏡で見られる大きさの物を対象とすることもある。広義には、一つの体系を構成する個々の要素またはその挙動も意味する。
これに対して、巨視的（きょしてき、英: macroscopic、マクロ）は、本来は肉眼で見える大きさの物や事柄を意味するが、分子、原子などの多数の集合体の意味として用いられている。巨視的な対象が古典力学で記述されるのに対し、微視的な対象はしばしば現代物理学である量子力学での取り扱いを要する。

## 自然科学における微視的・巨視的
微視的な立場（ミクロ的な立場、単にミクロとも言う）は、サイズ的には、プランク定数 h を目安として、これが顕に出てくるような事象は微視的であると考えてよい。つまり、研究対象としての物質（或いは物体）全体を扱う上で、その構成要素である原子、分子、或いは素粒子の立場（レベル）で解析を行う視点を「微視的」と言う。
これと対比される視点が、巨視的であり、通常、微視的な立場での観測対象である構成要素の総体的な平均（量）を扱う。巨視的な立場（マクロな立場、単にマクロとも言う）では、観測される量は通常連続量（或いは連続に変化する量、例：エネルギーや質量）である。一方、微視的な立場では、観測される量は普通離散的となる（例：原子内の電子のエネルギー準位）。
微視的な立場での学問分野は、統計力学や量子力学。巨視的な立場での学問分野は古典力学、電磁気学、熱力学等。